# Lama (Kartenspiel)
Lama oder LAMA, Eigenschreibweise L.A.M.A. mit dem Untertitel „… nimm's lässig!“, ist ein einfaches Kartenspiel des deutschen Spieleautors Reiner Knizia, das im Jahr 2018 bei dem Verlag Amigo erschienen ist. Im Mai 2019 wurde Lama gemeinsam mit den Spielen Just One und Werwörter zum Spiel des Jahres nominiert.

## Thema und Ausstattung
Bei Lama handelt es sich um ein Karten-Ablegespiel ähnlich dem klassischen Mau-Mau und anderer Spiele, bei dem die Mitspieler versuchen, möglichst alle Karten ihrer Kartenhand auf einen zentralen Ablagestapel auszuspielen. In diesem Spiel gibt es anders als bei Mau-Mau oder Uno keine Sonderkarten, allerdings hat ein Spieler die Möglichkeit, zu passen und damit aus der laufenden „Runde“ auszusteigen. Passende Spieler und Verlierer einer Runde bekommen Minuspunkte in Form von Spielchips, Rundengewinner können Chips abgeben. Das Spiel endet, wenn ein Spieler nach einer Runde mehr als 40 Minuspunkte angesammelt hat und damit das Spiel verliert.
Das Spielmaterial besteht neben einer Spielanleitung aus 56 Karten, je 8 Zahlenkarten mit den Werten 1 bis 6 und 8 Lama-Karten, sowie 70 Wertungschips, davon 50 mit einem Wert von einem und 20 mit einem Wert von 10 Minuspunkten.

## Spielweise
Vor dem Spiel werden die Karten gemischt und jeder Spieler bekommt sechs Handkarten. Die restlichen Karten bilden einen zentralen Nachziehstapel, von dem die oberste Karte aufgedeckt wird. Die Wertungschips werden bereit gelegt.
Alle Spieler nehmen ihre Handkarten auf und versuchen nun reihum jeweils eine passende Karte auf die ausliegende Karte abzulegen. Dabei dürfen sie auf jede Karte (1 bis 6 und Lama) entweder jeweils die gleiche oder die darauf folgende Karte ablegen, wobei auf die 6 das Lama und darauf die 1 folgen. Kann ein Spieler keine seiner Handkarten ablegen, muss er eine Karte ziehen und der nächste Spieler ist an der Reihe. Als dritte Option hat ein Spieler die Möglichkeit zu passen und damit aus der laufenden Runde auszusteigen. Ist der Nachziehstapel leer, wird er nicht neu gemischt und der betreffende Spieler muss, wenn er nicht ablegen kann, aussteigen.
Der Durchgang ist beendet, wenn ein Spieler alle seine Handkarten abgelegt hat, oder wenn alle Spieler ausgestiegen sind. Alle Spieler, die ausgestiegen sind, sowie alle Spieler, die ihre Karten bis zum Spielende nicht ablegen konnten, erhalten Wertungschips bzw. Minuspunkte. Dabei zählen alle Zahlenkarten ihren Zahlenwert und die Lamakarten 10 Minuspunkte – Jeder Wert wird jedoch nur einmal abgerechnet, unabhängig von der Anzahl der Karten mit dem gleichen Wert. Gelingt es einem Spieler, die Runde durch das Ablegen der letzten Karte zu beenden, darf dieser einen beliebigen Chip abgeben, unabhängig davon, ob es sich um einen weißen Einer-Chip oder einen schwarzen Zehner-Chip handelt.
Das Spiel endet, wenn ein Spieler 40 oder mehr Minuspunkte angesammelt hat. Gewinner des Spiels ist der Spieler mit den wenigsten Minuspunkten, bei einem Gleichstand gewinnen mehrere Spieler.

## Erweiterungen und Neuausgaben

### No Drama
2019 brachte amigo eine No Drama-Sonderkarte heraus. Diese wird zu Beginn des Spiels in die Tischmitte gelegt und von dem Spieler aufgenommen, der als erster passt. Danach wird sie immer weitergegeben, wenn ein Spieler passt und wer die Karte am Ende des Spiels auf der Hand hat, darf für sie eine beliebige Karte vor der Auswertung abwerfen. Hat er nur die No Drama-Karte, darf er einen Chip abgeben.

### L.A.M.A. Party Edition
2020 erschien mit der L.A.M.A. Party Edition eine erweiterte Version des Spiels, die neben den bekannten Karten sechs Plus-Karten, ein pinkes Lama sowie sechs pinke Chips enthält. Das Spiel wird nach den bereits bekannten Regeln gespielt, die zusätzlichen Karten und Chips werden wie folgt verwendet:
- die Plus-Karten werden wie die entsprechenden Zahlenkarten 1 bis 6 gespielt, der ablegende Spieler darf jedoch nach Ablage sofort noch einen weiteren Zug durchführen.
- das pinke Lama darf auf jede beliebige Karte gelegt werden. Auf das Lama darf dann allerdings nur eine Lamakarte oder eine 1 gelegt werden. Das pinke Lama zählt bei der Abrechnung 20 Minuspunkte.

Die pinken Chips sind 20er Chips und werden wie die schwarzen und weißen Chips behandelt. Sie können entsprechend eingewechselt und im Falle eines Rundensiegs auch abgegeben werden.

## Versionen und Rezeption
Das Spiel L.A.M.A. wurde von dem deutschen Spieleautor Reiner Knizia entwickelt und wurde 2019 bei dem deutschen Verlag Amigo veröffentlicht.
Das Spiel wurde auf mehreren Plattformen positiv bewertet. Der Spielekritiker Wieland Herold bewertet das Spiel mit seiner zweithöchsten Wertung „Gerne morgen wieder“ und Udo Bartsch bezeichnet das Spiel in seinem Blog „Rezensionen für Millionen“ als „außerordentlich gut“. Er resümiert

„Solche Spiele werden gebraucht, weil sie auf einfachste Weise vermitteln, was Spielspaß ist.“

Im Mai 2019 wurde Lama gemeinsam mit den Spielen Just One und Werwörter zum Spiel des Jahres nominiert. Die Jury begründete die Aufnahme wie folgt:

„Autor Reiner Knizia hat das Prinzip des Kartenablegens genial reduziert. Die Aufgabe, die hier auf den ersten Blick trivial erscheint, entfaltet dank der minimalen taktischen Note schnell eine Sogwirkung, der sich kaum jemand entziehen kann. Spielern aller Zielgruppen entlockt das schnelle Kartenspiel immer wieder Emotionen und es schenkt ihnen so schlichtweg eine gute Zeit. Mit diesen Eigenschaften hat L.a.m.a. das Potenzial zum Klassiker.“

2019 brachte amigo die No-Drama-Sonderkarte als Mini-Erweiterung heraus. 2020 erschien bei amigo die L.A.M.A. Party Edition, Anfang 2021 erschien zudem eine Würfelspielversion mit dem Titel L.A.M.A. Dice.

## Belege
1. 1 2 3 4 5 6  Spieleanleitung L.A.M.A., Amigo 2018
2. 1 2  LAMA No-Drama-Sonderkarte bei BoardGameGeek. Abgerufen am 20. September 2020.
3. ↑  Spieleanleitung L.A.M.A. Party Edition, Amigo 2020
4. ↑  LAMA, Versionen bei BoardGameGeek. Abgerufen am 1. Mai 2019.
5. ↑  Wieland Herold: Lama - nimm's lässig. Rezension auf „Mit 80 Spielen durch das Jahr“, 21. Januar 2019; abgerufen am 1. Mai 2019.
6. 1 2  Udo Bartsch: Lama - nimm's lässig! Rezension auf „Rezensionen für Millionen“, 5. Februar 2019; abgerufen am 1. Mai 2019.
7. 1 2  Lama auf der Website des Spiel des Jahres e.V.; abgerufen am 21. Mai 2019.
8. ↑  LAMA Party Edition in der Spieledatenbank BoardGameGeek (englisch); abgerufen am 20. September 2020
9. ↑  LAMA Dice in der Spieledatenbank BoardGameGeek (englisch); abgerufen am 6. Februar 2021